# Con forza
Con forza is een Italiaanse muziekterm die aangeeft dat een stuk of passage uitgevoerd dient te worden op een krachtige manier.
De term wordt naar het Nederlands vertaald met kracht. Dit betekent, dat wanneer deze aanwijzing wordt gegeven, de uitvoerend muzikant(en) een bepaalde kracht in de voordracht tot uitdrukking moet laten komen. Hierbij valt als voorbeeld te denken aan een manier van spelen die marcato is. Als voordrachtsaanwijzing heeft de term in principe geen invloed op de te gebruiken dynamiek of het te spelen tempo. Echter wordt de aanwijzing vaak gekoppeld aan een tempo-aanwijzing, bijvoorbeeld Allegro con forza. In dat geval is die invloed uiteraard wel aanwezig.